# Syrrhopodon elongatus
Syrrhopodon elongatus är en bladmossart som beskrevs av Sullivant 1861. Syrrhopodon elongatus ingår i släktet Syrrhopodon och familjen Calymperaceae. Inga underarter finns listade i Catalogue of Life.